# Campeche (Campeche)
Campeche é a capital do estado mexicano de Campeche. Sua população é de aproximadamente 231 mil habitantes. Suas coordenadas são (19°85′N 90°53′O), localizada na Península de Yucatán. É famosa por ser uma das poucas cidades amuralhadas da América e a única no México. Conserva em excelente estado seu patrimonio histórico, uma das razões pela qual foi declarada Patrimônio Cultural da Humanidade pela Unesco em 1999.
Como capital do estado, é sede dos poderes legislativo, executivo e judicial. Possui os principais centros de educativos e culturais do Estado, e desde do plano econômico, se destaca como um importante centro turístico e comercial.

## Denominação
San Francisco de Campeche foi durante boa parte do século XX, a cidade agora é  conhecida unicamente como Campeche, e inclusive brevemente batizada como Campeche de Baranda por um decreto expedido em 16 de outubro de 1892, o nome original da cidade, que foi Vila até o final do século XVIII, foi San Francisco de Campeche. Em efeito, em 1 de outubro de 1777 o rei Carlos III firmou em San Ildefonso a outorga oficial do título de Cidade a até então Vila que já levava o nome de San Francisco de Campeche.
A recuperação deste nome obedece a intenção de reconhecer o legado histórico e cultural da capital do estado de Campeche.

### Origem do nome
O povoado maia original se chamou KaanPeech (do idioma maia: Kaan=serpente, Peech= carrapato, que se traduz: lugar de serpentes e carrapatos). Ao chegar os espanhóis castelhanizaram a pronúncia para "Campeche" e batizaram o lugar com o nome de Lázaro, por terem chegado num domingo de dia de Lázaro. Logo fundaram a vila separada da localidade maya, a qual se denominou Salamanca e em 1540 mudaram o nome para Vila de São Francisco de Campeche.
De acordo com as ilustrações de antigos textos históricos de Campeche, seu nome poderia se dever aos nativos que encontraram quando espanhóis, lhes disseram que o local se chamava Can Pech; este literalmente significa "Serpente - Carrapato" e se interpreta como o lugar onde se adorava "la boa". ("la boa" é um réptil parasita nos monumentos maias).

### Brasão
O escudo da cidade é composta por quatro quartéis, dois castelos em um campo vermelho e dois galeões em um campo azul, o escudo é franjado com cabo de São Francisco e o Crown Royal, por serviços prestados.
O quartel com o vermelho representa a coragem de seus habitantes, esta cor é um reflexo da força e da honestidade do caráter de seus habitantes. O quartel, com fundo azul representa a lealdade e bons sentimentos. Os galeões estão lembrando os dias em San Francisco de Campeche um importante porto marítimo, enquanto as torres fazem as paredes da cidade, e o poder de defesa territorial.
Ele é considerado um dos melhores, e mais expressivos concedido pela coroa espanhola em relação à Nova Espanha. Fala por si. Navios e castelos uma combinação harmoniosa em heráldica, cingido por São Francisco umbilical. Imagem duradoura da murada e sua tradição marítima.

## História

### Época pré-hispânica

Divisão das jurisdições maias no século XVI segundo Ralph Roys.

Embora a cidade não foi fundada até a conquista do México pelos espanhóis, os maias ocuparam a região a partir de 900d.c  A área entre a atual cidade de San Francisco de Campeche estava sob o domínio de Edzná cidade antiga, situada a 61 km a sudoeste da cidade moderna, construída por uma cidade chontal, e pelos maias itzá, os mesmos que construíram Chichén Itzá. Edzná alcançou seu esplendor no ano 1000 d.c

### Período Colonial
A primeira expedição dos espanhóis, que tocou a costa de Campeche foi comandada por Francisco Hernández de Córdoba em 1517. Partindo da ilha de Cuba em 8 de fevereiro, chegaram em Cancún e Cabo Catoche nos primeiros dias de março, continuaram contornando a península e chegaram  a Campeche no domingo, no dia de São Lázaro em 22 de março de 1517, razão pela qual Hernández de Córdoba batizou o lugar com esse nome. Os nativos de Campeche receberam os espanhóis e eles tocaram seu povo.
A crônica de Bernal Diaz del Castillo relata que alguns dias depois avistaram uma aldeia na costa, desembarcaram cautelosamente e descobriram a "Can Pech". Isto ocorreu no domingo 22 março de 1517. Necessitados de água, os espanhóis desembarcaram usando botes. Aproximando-se dos Maias, os espanhóis indicaram sinais de que chegaram em paz, o chefe da expedição foi questionado se eles vieram do sol nascente, mencionando a palavra "Castilan". Os espanhóis, surpreendidos por ouvir a palavra responderam que sim, e os maias convidaram para a sua cidade principal, onde acendiam incensos. Por meio de códigos o Halach uinik disse para os expedicionários que deixassem o local antes de apagar o fogo. A partir da experiência de Cabo Catoche, os espanhóis optaram por sair. Eles não queriam ser surpreendidos por um vento do "norte" e do mar agitado, eles perderiam a água fornecida, tendo que desembarcar novamente para a sua má sorte em Chakan Putum onde acontece a mais forte batalha entre maias e espanhóis.

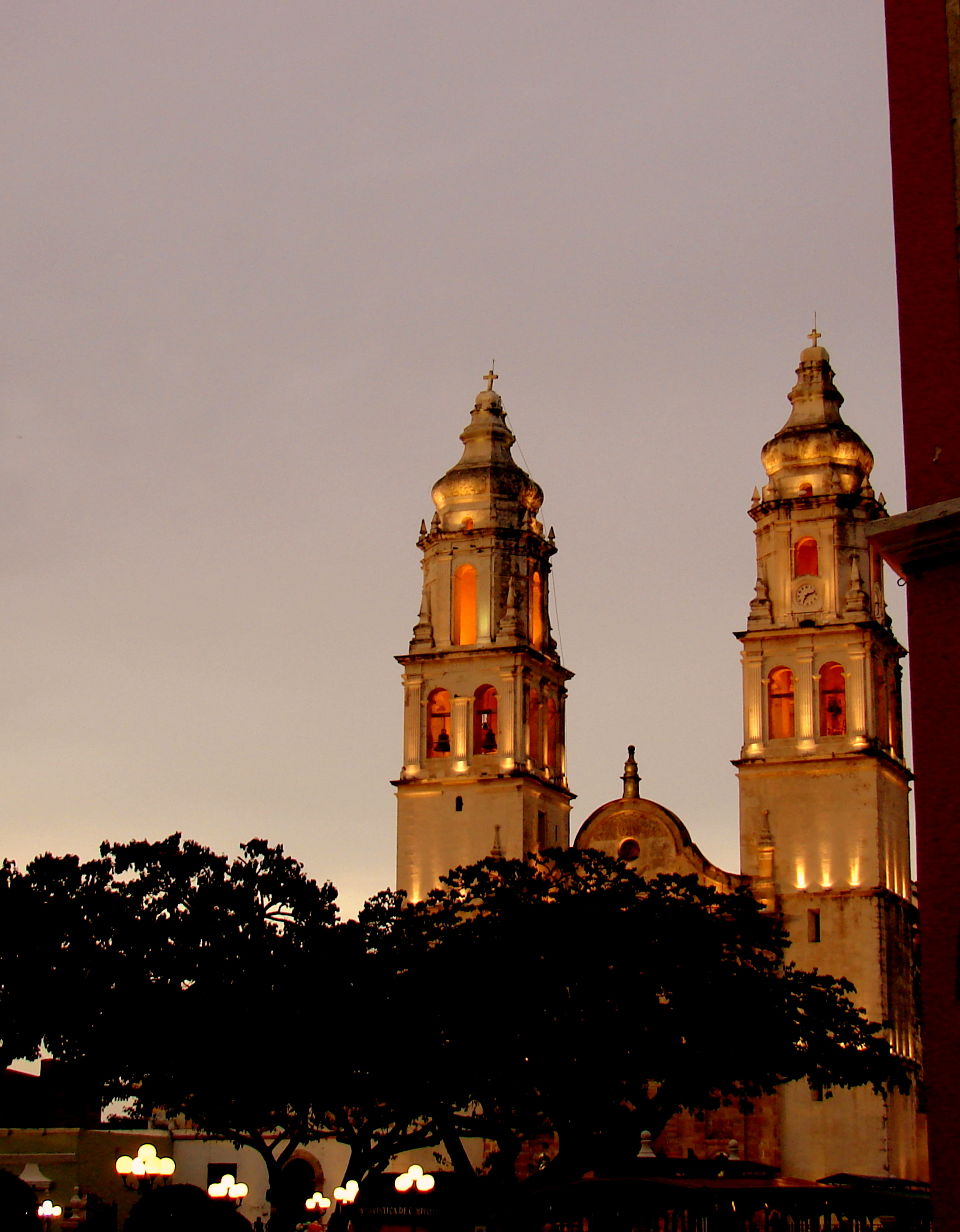
Catedral da cidade.

Após a conquista de Tenochtitlán, Francisco de Montejo foi para a Espanha, onde Carlos V lhe deu permissão para conquistar a Península de Yucatán. Em 1526, a Coroa espanhola concedeu a Montejo o título de "Adelantado, governador, xerife e capitão-geral de Yucatan". As conquistas de Champotón e Campeche, fizeram parte da conquista do Yucatán, que foi realizada em três etapas. Na primeira fase (1527-1529), Montejo invade a costa leste da península, com a ajuda do capitão Alonso Dávila, que sabia desde a expedição de Hernán Cortés, mas foram repelidos pelos maias.
Na segunda fase (1530-1535), Montejo entrou pelo lado ocidente, e conseguiu fundar "Salamanca de Campeche", em 1531. Alonso Dávila foi enviado por Montejo para atravessar a península do sul, ele fundou "Villa Real em Bacalar", mas esta região teve de ser abandonada. O filho de Montejo, conhecido como Montejo y León "el Mozo" foi vencido na cidade real de Chichén Itzá, no final de 1534, então em 1535 os espanhóis abandonaram a península por cinco anos.
Por volta de 1540, Lorenzo de Godoy instala a primeira guarnição em San Pedro de Champotón, que teve grande dificuldade, porque não tinha muitos soldados. O outro Montejo "el Sobrinho" ajudou a manter a guarnição e mudou o nome para "Champotón Salamanca". Montejo chegou em Ciudad Real de Chiapas hoje é (San Cristóbal de las Casas) em 1540, e de lá deu instruções para Francisco Gil a serem realizadas por posição a Champotón e assim os Montejo "el Mozo" e "el sobrinho" iniciaram o avanço para o norte.
Francisco de Montejo y León "el Mozo" estableceu uma nova guarnição, como fizeram dez anos ante, em 4 de outubro de 1540; a denominaram “San Francisco de Campeche”. Esta incluía Chakán Putum, Can Pech e Ah Canul. O porto seria uma posição de grande importância logística para continuar a conquista da península.
O batalhão da cidade de Calkiní na jurisdição de Ah Canul de nome Nachan Chan, deteve brevemente o avanço. mas finalmente Montejo, pode vencer e avançar a Tenabo, Hecelchakán, Calkiní, Pocboc até chegade a Maxcanú na fronteira da jurisdição de Chakán. Os lutadores maias se rebelaram em 11 de junho de 1541, dia de São Bernabé, dando lugar a uma das batalhas mas ferozes da conquista.
Em 1546, quando a conquista de Yucatán parecia ter terminado, Francisco de Montejo e sua esposa viajaram a San Francisco de Campeche para se reunir com seu filho e “el Mozo”. Os maias se  organizaram em segredo, e na noite de 8 a 9 de novembro (5 Cimi 19 Xul, morte e final do calendário maia) estalou uma grande rebelião. "El Mozo" e "el Sobrinho" retomaram novamente as armas para “reconquistar” a península e submeter as rebeliões um ano mas tarde.

## Geografia

### Localização
Geograficamente Campeche se encontra entre os paralelos 19º51'00" de latitude norte, e entre os meridianos 90º31'59" de longitude oeste. Se localiza a 387 km de Villahermosa ao noroeste, a 177 km a sudoeste de Mérida e a 1.127 km da Cidade do México ao sudeste. A cidade tem uma altitude máxima de 10 m sobre o nível del mar.

### Clima
Em general o clima é quente, úmido com tempestades no verão (de junho a outubro) e uma temperatura média anual de 27 °C.
| Dados climatológicos para Campeche                | Dados climatológicos para Campeche | Dados climatológicos para Campeche | Dados climatológicos para Campeche | Dados climatológicos para Campeche | Dados climatológicos para Campeche | Dados climatológicos para Campeche | Dados climatológicos para Campeche | Dados climatológicos para Campeche | Dados climatológicos para Campeche | Dados climatológicos para Campeche | Dados climatológicos para Campeche | Dados climatológicos para Campeche | Dados climatológicos para Campeche |
| Mês                                               | Jan                                | Fev                                | Mar                                | Abr                                | Mai                                | Jun                                | Jul                                | Ago                                | Set                                | Out                                | Nov                                | Dez                                | Ano                                |
| ------------------------------------------------- | ---------------------------------- | ---------------------------------- | ---------------------------------- | ---------------------------------- | ---------------------------------- | ---------------------------------- | ---------------------------------- | ---------------------------------- | ---------------------------------- | ---------------------------------- | ---------------------------------- | ---------------------------------- | ---------------------------------- |
| Temperatura máxima média (°C)                     | 20                                 | 25                                 | 30                                 | 35                                 | 37                                 | 44                                 | 41                                 | 34                                 | 30                                 | 25                                 | 25                                 | 19                                 | 33                                 |
| Temperatura mínima média (°C)                     | 15                                 | 19                                 | 20                                 | 22                                 | 22                                 | 23                                 | 29                                 | 23                                 | 23                                 | 22                                 | 17                                 | 15                                 | 21                                 |
| Precipitação (mm)                                 | 31                                 | 10                                 | 16                                 | 13                                 | 52                                 | 174                                | 186                                | 189                                | 207                                | 111                                | 45                                 | 29                                 | 1 060                              |
| Fonte: Servicio Meteorológico Nacional 14/06/2008 |                                    |                                    |                                    |                                    |                                    |                                    |                                    |                                    |                                    |                                    |                                    |                                    |                                    |

## Cidades-irmãs
A cidade está geminada com:
- Cartagena das Índias, Colômbia
- Matanzas, Cuba
- Halifax, Canadá
- Veracruz, México
- Laredo, Estados Unidos
- Quetzaltenango, Guatemala
- Ibiza, Espanha